# 돈 후안

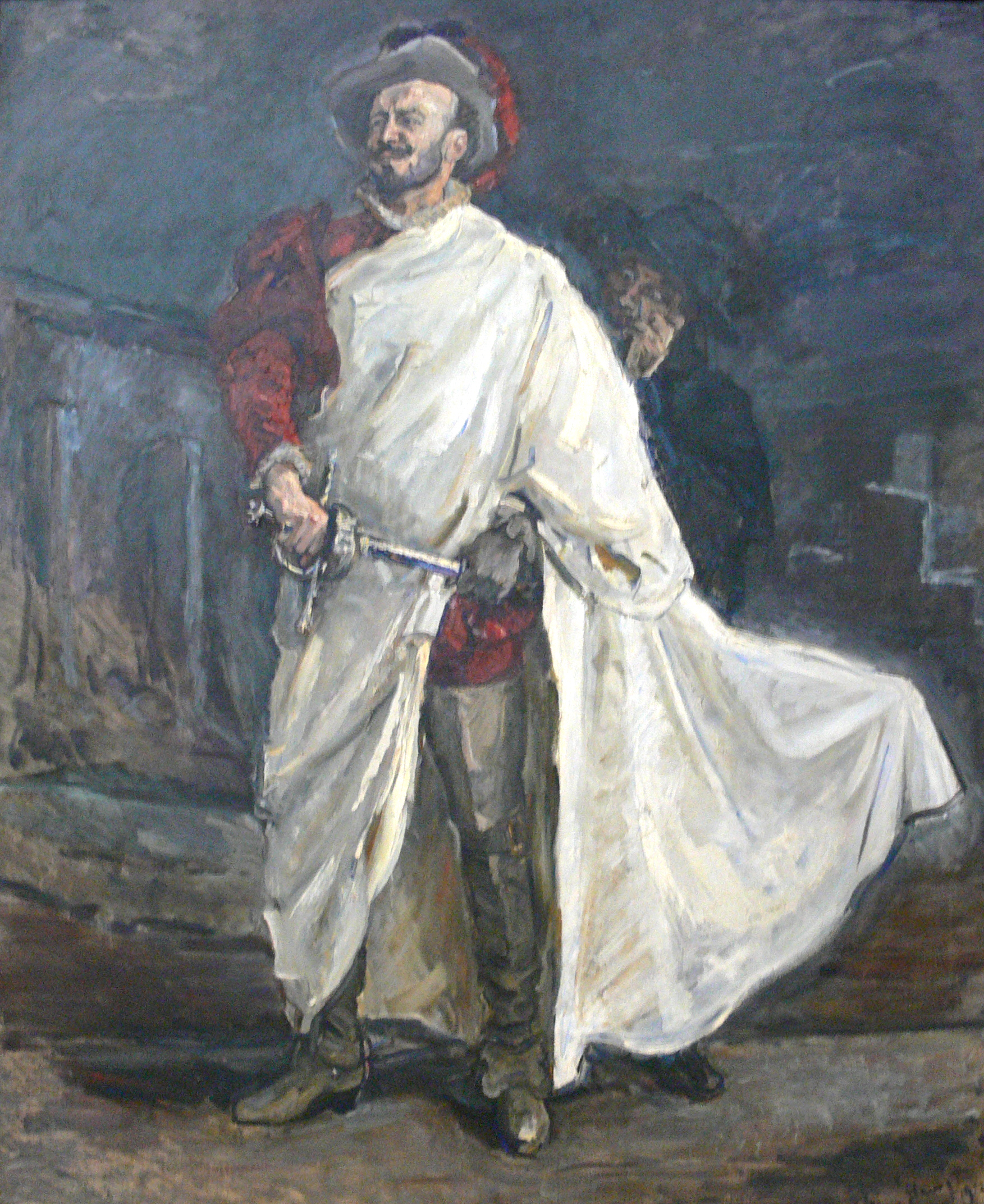
모차르트 작곡 《돈 조반니》에서 후안 (막스 슬레포크트 작품)

돈 후안(스페인어: Don Juan)은 17세기 스페인의 전설 속 인물로, 방탕아로 묘사되어 있다. 이탈리아에서는 돈 조반니(이탈리아어: Don Giovanni)로 불린다.
몰리에르의 《동 쥐앙》, 호세 데 에스프론세다의 《살라망카의 학생》, 호세 소리야의 《돈 후안 테노리오》 등의 작품에서 소재로 활용되었다.

## 시지프 신화
알베르 카뮈는 시지프 신화에서 돈 후안이 "모든 여자를 똑같은 열정"으로 모든 것을 바쳐 사랑한다고 주장한다.  그는 부조리가 가장 많은 양의 경험 쪽으로 밀어 붙이고 있다고 할 때 돈 후안의 예를 든다.

## 같이 보기
- 돈 후아니즘